# Eriocaulon densum
Eriocaulon densum là một loài thực vật có hoa trong họ Cỏ dùi trống. Loài này được Mart. ex Colla mô tả khoa học đầu tiên năm 1836.